# Рокський тунель
Рокський тунель — автомобільний тунель через Головний Кавказький хребет на Рокському перевалі під горою Сохс між Північною і Південною Осетією на 93-му кілометрі Транскавказскої магістралі. Протяжність тунелю становить 3730 метрів, протяжність технічної штольні — 3805 метрів, ширина проїжджої частини — 7,5 метрів, висота — 4,75 метра. На момент здачі в експлуатацію Рокський тунель був найдовшим автомобільним тунелем в СРСР. Він розташований на висоті понад 2 км над рівнем моря (північний портал — 2040 м над рівнем моря, південний — 2112 метри над рівнем моря). Вранці 7 серпня 2008 року російські регулярні, не миротворчі військові сили перетнули кордон Грузії через Рокський тунель і вторглися на її територію. З цього тунелю почалась російсько-грузинська війна (2008).